# Port lotniczy Połtawa
Port lotniczy Połtawa (ukr. Міжнародний аеропорт Полтава, ang.: Poltava Airport, kod IATA: PLV, kod ICAO: UKHP) – krajowe lotnisko w Supruniwce koło Połtawy, na Ukrainie.